# Condizione di chiusura elementare
La voce condizione di chiusura rientra nell'argomento generale prestiti-mutui e attiene, nello specifico, a una tra le diverse modalità in cui può avvenire la restituzione del prestito, ossia a quella di tipo rateale.
La modalità di restituzione rateale di un prestito, o anche di estinzione rateale di un mutuo, prevede la emissione, da parte dell'ente erogatore del prestito, di un numero prefissato di rate, che il mutuatario dovrà corrispondere, l'importo delle quali può essere variabile o costante e la cui data di scadenza può essere anch'essa fissa oppure variabile, all'interno del periodo di durata del prestito.

Si parla, per questo impianto finanziario, di piano di ammortamento o di rimborso.
È comunque consuetudine, da parte di banche ed enti finanziari, proporre piani di ammortamento a rate costanti e scadenza ad intervalli regolari (cosiddette rate equintervallate).

Le condizioni di equità finanziaria, ossia la completa corresponsione del capitale dovuto, distribuita nel periodo di godimento del prestito, più gli interessi (passivi) maturati dalla quota residua di capitale (quanto ancora da corrispondere) ricalcolata ad ogni scadenza di pagamento e valutata nei rispettivi periodi di competenza secondo la legge d'attualizzazione convenuta, si concretizzano nelle seguenti "condizioni di chiusura":
- Condizione di chiusura elementare
- Condizione di chiusura finanziaria (o di equità)

Alla base di queste due condizioni sta il seguente importante principio, detto di additività del valore: il valore attuale dovuto alla combinazione di più operazioni semplici corrisponde alla somma dei valori attuali delle singole operazioni.
Si ricorda che per valore attuale di un'operazione finanziaria si intende, in parole semplici, quanto vale oggi qualcosa di cui è stabilito il valore a una precisa data futura.
Si osservi che le condizioni di chiusura elementare e di equità devono valere in ogni tipo di prestito e l'abbinamento delle due condizioni permette di costruire il piano di ammortamento desiderato.

## Componenti della rata
Prima di spiegare in che cosa consistono le due condizioni di chiusura enunciate, si debbono considerare le componenti costitutive di una rata.
In un piano di ammortamento rateale, ciascuna rata deve coprire, con percentuali che variano a seconda del periodo cui la rata si riferisce, sia il capitale iniziale, da restituire interamente, sia gli interessi da corrispondere per tale periodo. Si parla allora, per questi riparti, di quota capitale e di quota interessi.

## Condizione di chiusura elementare
La somma delle quote capitale di ogni singola rata eguaglia il capitale prestato {\displaystyle S}. In formula:
{\displaystyle \sum _{\quad }C_{k}=S}
Questa formulazione è semplice ed intuitiva: il capitale dovuto viene interamente rifuso attraverso la somma delle quote capitale presenti all'interno delle rate pagate.
Segue un esempio, basato su di un piano di ammortamento francese; rammentiamo che un piano di ammortamento francese prevede rate posticipate, tutte di eguale importo.

Il prestito consiste di 5.000 euro, da restituire in 12 rate mensili posticipate, all'interesse dello 0,75% (tasso di periodo).
```
       Periodo Rata     Quota          Quota           Debito          Debito
                        Capitale       Interessi       Residuo         Estinto
```

```
       0                                                5.000,00           0,00
       1       646,39   271,39         375,00          4.728,61          271,39
       2       646,39   291,74         354,65          4.436,87          563,13	
       3       646,39   313,62         332,77          4.123,24          876,76	
       4       646,39   337,15         309,24          3.786,10        1.213,90  	
       5       646,39   362,43         283,96          3.423,67        1.576,33	
       6       646,39   389,61         256,77          3.034,05        1.965,95	
       7       646,39   418,84         227,55          2.615,22        2.384,78	
       8       646,39   450,25         196,14          2.164,97        2.835,03	
       9       646,39   484,02         162,37          1.680,95        3.319,05	
       10      646,39   520,32         126,07          1.160,63        3.839,37	
       11      646,39   559,34          87,05            601,29        4.398,71	
       12      646,39   601,29          45,10              0,00        5.000,00	
```

Si può verificare che, come richiesto dalla formula, la somma delle quote capitale eguaglia il prestito.

## Condizione di chiusura finanziaria o di equità
Si dà qui la sola definizione, rimandando alla voce Condizione d'equità per l'approfondimento.

Essa sancisce che la somma dei valori attuali delle singole rate eguagli il capitale prestato {\displaystyle S}. In formula:
{\displaystyle \sum {\frac {\quad R_{k}}{(1+i)^{k}}}=S}